# Děkan litoměřické kapituly
Děkan litoměřické kapituly neboli 2. kapitulní dignita litoměřické kapituly, je vlastním kanonikátem a její držitel je prelátem. Je mu jako residence vyhrazen v Litoměřicích kanovnický dům na Dómském náměstí čp. 3.

## Založení
Tato právní figura – kapitulní děkanství, byla založena roku 21. listopadu 1349 císařem Karlem IV. prostřednictvím arcibiskupa Arnošta z Pardubic, vlastním bratrem 20. litoměřického probošta Bohuslava z Pardubic.
Byla použita část fundačního proboštského majetku, která se sloučila se scholastikátem (funkcí při kapitule – jednalo se o kapitulní školu a s ní spojenou knihovnu), který takto zanikl.
Prvním děkanem byl jmenován kanovník-scholastik Mikuláš Hostislav z Horažďovic. Jeho hlavním úkolem bylo při zachovávání rezidence pečovat o bohoslužby.
Děkan je také strážcem kapitulní pečeti. Vlastním právem užívá titul prelát a k tomu odpovídající insignie.
Za dlouhá staletí se v této funkci a zároveň kanonikátu vystřídala řada vynikajících osobností.

## Obročí
Ke kapitulnímu děkanství patřilo, jak to bylo obvyklé od zakladatele kanonikátu-dignity fundace ve formě obročí. Ze zjištěných údajů lze doložit, že k děkanskému obročí patřila také obec Podsedice, která byla kolem roku 1443, za děkana Matyáše z Častolovic dědičně pronajata některým podsedickým osadníkům. Bylo přesně určeno, jaké mají tito nájemci povinnosti finanční, naturální; byli zproštěni robot a dalších povinností k vrchnosti. Písemné smlouvy k tomu byly sjednány, aby bylo dosaženo vyšších výnosů a kultivace, rovněž také pěstování ovoce, chmele a vína.
K dalšímu obročí děkanství patřila obec Vědlice. Tuto obec kapitulní děkan Jan z Tábora poskytl tuto obec Janu Münzerovi-Mincířovi z Čečelic „na dva lidské životy“. Probošt Benedikt z Valdštejna se po roce 1455 začal tímto problémem zabývat a dosáhl listinou z 13. prosince 1459, že držitelé Vědlic za sebe i za své následovníky, že pokud je budou Münzerové užívat, budou platit každoročně 60 grošů. Později se Jan Münzer stal velkým dobrodincem proboštství, a roku 1464 daroval kapitule (již ne konkrétnímu kanonikátu kapitulního děkana) osadu Želetice, které byly připojeny ke kostelu sv. Jana Křtitele. V Želeticích převzal probošt také dvůr. Tento dar proboštství byl potvrzen 15. května 1465 králem Jiřím z Poděbrad a králem Ladislavem Pohrobkem (1453–1457). Současně přenechal Münzer proboštovi a jeho nástupci patronátní právo ke kostelu sv. Martina v Mlékojedech.

## Současná situace
Podle současného Kodexu kanonického práva z roku 1983, kánon 507, §1 je tato funkce analogická funkci děkana sboru kardinálů na univerzální úrovni, v tomto případě se však jedná o funkci na úrovni partikulární. Chápe se jako "primus inter pares" (kánon 352, §2); obsazování kanonikátu-dignity kapitulního děkana se děje jmenováním od diecézního biskupa. Probošt jakožto první dignita je volen sídelními kanovníky a následně potvrzen litoměřickým diecézním biskupem na pětileté funkční období – představuje prvek výkonné moci.
Druhá kapitulní dignita – děkan litoměřické kapituly je však svou povahou ustanovení trvalé. Představuje ve sboru kanovníků prvek stability.

## Kapitulní děkani litoměřické kapituly

### Kapitulní děkani litoměřické kolegiátní kapituly
- 1349–1360 Mikuláš Hostislav z Horažďovic (první děkan kolegiátní kapituly)
- 1360–1403 nezjištěno
- 1403–1414 Mikuláš z Kouřimi
- 1414–1443 Jan ze Slivna (za husitské revoluce sympatizoval s husitstvím)
- 1443–1456 Matyáš z Častolovic
- 1456–1477 Jan z Tábora (doba sporu o obec Vědlice)
- 1477–1488 Jiří z Prahy (byl v konfliktu s 35. proboštem ThDr. Jiřím Hallerem z důvodu reformy kapitulních statut)
- 1488–1490 Augustin z Olomouce
- 1490–1508 Jan Žák
- 1508–1534 Václav z Velhartic
- 1534–1541 Jan Horák-Hasenberger (od roku 1542 byl proboštem kapituly)
- 1542–1550 nezjištěno
- 1551–1559 Mikuláš Janus (do jmenování děkanem kapituly byl farářem v Ústí nad Labem)
- 1559–1573 Bartoloměj Pěčínský z Pěčína († 1573. V tomto období probíhala další reforma statut kapituly.)
- 1574–1584 Jindřich z Donína (nevysvěcený šlechtic, který byl na studiích; jehož otec Abraham z Donína, nekatolík, s celou rodinou hamižným způsobem spravoval příjmy děkanství[2])
- 1584–1607 Adam Droger (lat. Drogerius) (kanovníkem v letech 1577–1584, poté byl děkanem kapituly)
- 1608–1614 Dionysius Hoblík
- 1614–1621 J. Meuerl (též Meierl, † 1621)
- 1622–1629 nezjištěno
- 1629–1637 Cölestin z Kronfeldu
- 1637–1647 Rudolf Roder z Feldburgu
- 1647–1661 Daniel Hesselius z Cetrinberka (poslední děkan kolegiátní kapituly)

### Kapitulní děkani litoměřické katedrální kapituly
- 1661–1667 Jan Alois Foltin (26. července 1667 potvrdil císař Leopold I. ve Vídni resignaci děkana litoměřické kapituly Jana Aloise Foltina ve prospěch kanovníka seniora téže kapituly Tobiáše Alessia Brzeziny.)[3]
- 1667–1676 Tobiáš Březina (Brzezina), 1. generální vikář
- 1676–1680 Egidius Robin (kanovníkem od roku 1662)
- 1680–1695 Msgre. ThDr. Michael Ernst Beer (generální vikář a oficiál litoměřické diecéze. Toto spojení hlavních úřadů v diecézi ovlivnilo velmi silně další vývoj.)
- 1696–1719 Václav Stanislav Maria Kratochvíl (ostatky pochovány v kryptě katedrály sv. Štěpána před oltářem Panny Marie Bolestné)
- 1722–1732 Gottfried Hoffer z Lobenštejnu (generální vikář 1715–1720; s ním je spojena nadace vikaristy katedrálního kostela z roku 1730, počátek pozdější hoffero-jarschelovské nadace)
- 1733–1744 Friedrich Ignaz Reintsch (se zájmem o historii litoměřické kapituly, kterou literárně zpracoval)
- 1745–1762 Jan Václav Regner z Kličína, psaný též Wenzel Regner z Regenthalu (kanovníkem od roku 1733, přinucený během dignity děkana k rezignaci na funkce generálního vikáře a oficiála)
- 1763–1772 Jiří Jindřich Höffer de Lobenstein (ostatky pochovány v kryptě katedrály sv. Štěpána před oltářem Panny Marie Bolestné).
- 1772–1775 Jan Ignác Jarschel (generální vikář; † 3. září 1775)
- 1775–1794 Vavřinec Slavík (generální vikář)
- 1794–1801 kanonikát neobsazen z důvodu výstavby budovy kapitulního děkanství
- 1801–1815 Josef František Hurdálek (od roku 1790 kanovník, v letech 1801–1802 generální vikář, v roce 1816 se stal 9. litoměřickým biskupem)
- 1815–1816 František Piller
- 1816–1822 kanonikát neobsazen[4]
- 1822–1825 ThDr. PhDr. František Xaver Faulhaber (kanovníkem od roku 1816)
- 1825–1842 Msgre. Václav Kára (kanovníkem královským od roku 1824, generální vikář)
- 1842–1862 Josef Pfeifer (kanovníkem od roku 1842, generální vikář, vlastenecký, otcovský přítel kněží a bohoslovců)
- 1862–1875 Msgre. Josef Ackermann (generální vikář)
- 1876–1878 kanonikát neobsazen
- 1879–1901 Msgre. ThDr. Jan Nepomuk Řehák (kanovník schleinitziánský od roku 1860, generální vikář)
- 1902–1904 Msgre. Josef Seifert (* 4. prosince 1822, v letech 1901–1904 generální vikář, † 21. dubna 1904)
- 1904–1920 Raimund Fuchs (* 1846 Česká Lípa, kanovníkem od roku 1901, apoštolský protonotář, † 28. července 1926)
- 1920–1929 Msgre. Antonín Čech (v letech 1920–1929 generální vikář, od roku 1923 1. světícím biskupem litoměřické diecéze)
- 1929–1939 ThDr. Adolf Šelbický (generální vikář a oficiál litoměřické diecéze, v roce 1939 musel na všechny funkce z politických důvodů rezignovat)
- 1940–1969 Msgre. ThDr. Franz Wagner (kanovníkem od 3. května 1933, odsunut květen 1946)
- 1969–1998 neupřesněno
- 1998–2000 Mons. Josef Helikar
- 2000–2009 Mons. Milan Bezděk (generální vikář)
- 2009–2010 kanonikát neobsazen
- 2011–2013 Jan Nepomuk Jiřiště
- 2014–2024 Karel Havelka (generální vikář)
- od r. 2024 Martin Davídek (generální vikář)[5]